# 이정환 (1970년)
이정환(1970년~)은 두산건설 대표이사를 맡고 있는 대한민국의 기업인이다.

## 학력
- 연세대학교 경영학과 학사
- 연세대학교 경영대학원 석사

## 경력
- 1999        Accenture (Andersen Consulting) Consultant
- 2002        SK Group (에너지/통신/서비스/경영경제연구소/그룹)
- 2015        SK E&S 기획본부장/전력사업운영본부장/전력사업기획본부장 상무
- 2019        DL E&C 경영기획/투자사업 담당
- 2021        두산건설(주) 전략혁신실장
- 2022.12 ~ 두산건설(주) 대표이사